# Пенелопи Гарсија
Пенелопи Гарсија (енгл. Penelope Garcia) је лик из Си-Би-Есове криминалистичке серије „Злочиначки умови“, а тумачи је Кирстин Венгснес. Она је техничка аналитичарка Јединице за анализу понашања, јединице која је у фокусу серије.

## Живот пре ЈАП-а
Родитељи су јој погинули у саобраћајној несрећи када је имала 18 година. На њих је налетео пијани возач. У знак сећања на то, Гарсија у слободно време помаже породицама жртава убиства као саветница. Рекла је да се након погибије родитеља исписала са „Колтека“ и отишла у „подземље“, али је наставила да се образује у сфери компјутерског програмирања.
Била је стављена на једну од ФБИ-евих листа хакера (била је једна од тек неколико изузетно корисних или изузетно опасних хакера на свету) и ФБИ ју је регрутирао одатле. Такође је споменуто, када јој није допуштено да путује са тимом у Ленгли, да је била на ЦИА-иним листама. Џеј-Џеј се нашалила да су Гарсију ставили на те листе кад је неуспешно покушала да хакује ЦИА да би сазнала информације о смрти принцезе Дајане и осталим владиним тајнама и заверама (нарочито број телефона принца Вилијама).
Гарсија воли интернет игрице, нарочито тзв. ММОГ (интернет игрице са огромним бројем играча), јер је једном виђена како игра једну игрицу о Камелоту на ЈАП-овој мрежи у којој се стално сусретала са „Госн. Најт“-ом, интернет алтер-егом човека за кога се испоставило да је Рандал Гарнер, који је држао девојку у заточеништву, а истовремено слао трагове члановима тима, које су, уз огромну Ридову помоћ, користили да га улове и спасе девојку. Гарнер је хаковао Гарсијин компјутер и ушао у базу података ЈАП-а, одакле је сазнао неке личне податке о члановима тима, као и њихове адресе, како би на њих слао трагове. Хоч је једном рекао да је, када се Гарсија пријавила за овај посао, написала своју биографију на „ружичастом писаћем папиру ручне израде“.
Гарсија се плаши кловнова, а то јее октрила у једној епизоди када је рекла да када је имала 12 година, на једној журци ју је кловн ухватио за груди испуштајући језиве звуке.

## Личност
Гарсија је китњанста, воли чари живота и остатку тима представља извор шала и хумора. Веома је самоуверена у своје способности проналажења информација и често се на телефон јавља на препотентан, али заправо шаљив начин (нпр. речима: „уред ненадмашне супериорности“ и сл.). Њено самопоуздање „храни“ Морган, који често започиње изазивајуће шале у којима Гарсија очигледно ужива. Међутим, некада је управо овакав начин разговора доведе у непријатне ситуације. Иако се нису упустили у романтичну везу, Гарсија је ипак показала благу љубомору када је видела Моргана како плеше са девојкама. Такође је двапут заплакала мислећи да је Морган убијен, а он јој узвраћа тако што увек жестоко реагује уколико је она у опасности.

### Злочиначки умови
Гарсија је отворено емотивна особа, што њен посао у ЈАП-у понекад чини тешким. Неколико пута је „праснула“ у плач слушајући и гледајући ужасавајуће ствари како би их анализирала за тим. Међутим, према Хочевим речима, она „испуњава своју канцеларију фигурицама и бојама како би себе подсетила да се насмеши док јој ужас испуњава мониторе“. Гарсија је, у целини, оптимиста. Успела је да остане таква иако посао од ње повремено захтева да копа по тајним животима људи како би пронашла, како она каже „те грозне ствари које су им се десиле и које их терају да неком другом чине такве исте ствари“. Већина чланова тима су на различите начине коментарисали да им њен оптимизам помаже и (како каже Хоч) никада не би желели да се она промени. Хоч је чак једном добацио Прентисовој, након што је затражио помоћ од Гарсије, да га „подсети да тестира Гарсију на дрогу“, алудирајући на то је њен оптимизам у неким тренуцима претеран.
На Гарсију је једном пуцао човек с којим је управо отишла кући са састанка, али је преживела рањавање јер је метак промашио срце и скренуо у њен стомак. Нападач је касније убијен. Након тог инцидента, Морган је тражио од ње да са собом носи пиштољ, али никада није приказано да ли је послушала његов савет. Тренутно је у љубавној вези са колегом аналитичарем, Кевином Линчем. Она је, уз Рида, кума Џеј-Џеј-ином сину Хенрију.
Гарсија је била највише погођена Џеј-Џеј-ином промоцијом на новом послу у Пентагону и у епизоди „Compromising Positions“ (6х04) одабрала је да је замени на њеној дотадашњој дужности као нова веза са медијима.
Такође је јако емотивно реаговала и у епизоди „Lauren“ (6x18), када је Прентисова избодена од стране њеног противника, Ијана Дојла. Џеј-Џеј се након тога придружује тиму који чека резултате у ходнику болнице и саопштава им да се Прентисова није извукла. Гарсија је предосетила да вести нису добре кроз израз лица Џеј-Џеј. У епизоди „Hanley Waters“ (6x20), интервјуисана је од стране Хоча у вези Прентисове „очигледне смрти“ и рекла је да жели да прича о временима када ју је Прентис чинила срећном уместо о томе како је више нема.
Гарсија је екстремно и емотивно узбуђена када сазнаје да је Прентисова заправо жива и шокирана је њеним повратком. Такође је брзо опростила Џеј-Џеј и Хочу због прикривања истине о Прентисовој. Такође је откривено да је Гарсија чувала Емилиног мачка, Серђија, и када Емили пита за њега, Гарсија одмах захтева да јој дозволи да га посећује.
Гарсија је уплашена да ће изгубити партнера и ризиковала је своју каријеру оборивши федерални сајт како би спречила свог дечка, Кевина Линча, да буде пребачен ван државе због посла. Касније је случајно, разговарајући са њим, рекла један детаљ којим је октрила шта је учинила. Кевин је био помало љут али и срећан због њене реакције.

### Злочиначки умови: понашање осумњичених
Лик Гарсије се такође појавио и у тзв. „спин-оф“ серији: „Злочиначки умови: понашање осумњичених“.